# ثردساك تشايمان
ثردساك تشايمان (بالتايلندية: เทิดศักดิ์ ใจมั่น)‏، من مواليد 29 سبتمبر 1973 في تايلند، لاعب كرة قدم تايلندي.
و هو يلعب مع نادي تيرو ساسانا التايلندي.
و هو يلعب مع منتخب تايلند لكرة القدم.

## روابط خارجية
- ثردساك تشايمان على موقع الاتحاد الدولي (مؤرشف)  (الإنجليزية)
- ثردساك تشايمان على موقع قاعدة بيانات كرة القدم.إي يو (الإنجليزية)
- ثردساك تشايمان على موقع ناشيونال فوتبول تيمز (الإنجليزية)
- ثردساك تشايمان على موقع Soccerway.com (الإنجليزية)
- ثردساك تشايمان على موقع عالم كرة القدم.نت (الإنجليزية)
- ثردساك تشايمان على موقع كووورة